# 蔡應陽
蔡應陽（？—？），號明軒，湖广麻城縣人，明朝政治人物。

## 生平
嘉靖三十七年（1558年）戊午科湖广鄉試舉人，授藁城縣知縣，有異政，四十三年改良鄉縣知縣，四十四年十一月选授雲南道試監察御史，隆慶六年（1572年）二月升山東布政司左參議，萬曆二年（1574年）八月升山西按察司副使，分守河東，五年二月升本省右参政，兵备阳和，八年正月升按察使，十月升右布政使，十年十一月被劾黜職。